# Aszur-nirka-da’’in (wielki podczaszy)
Aszur-nirka-da’’in (akad. Aššur-nīrka-da’’in, w transliteracji z pisma klinowego zapisywane maš-(šur-)GIŠ.GIŠ-ka-KALAG-ni; tłum. „Aszurze, wzmocnij swe jarzmo!”) – wysoki dostojnik za rządów asyryjskiego króla Aszurnasirpala II (883-859 p.n.e.), pełniący na dworze królewskim urząd rab šāqê (wielkiego podczaszego). Wzmiankowany w inskrypcji jego córki, asyryjskiej królowej Mulissu-mukanniszat-Ninuy, odnalezionej w jej grobie w Kalhu.